# Małe Miasta
Małe Miasta – polski duet muzyczny wykonujący hip-hop. Powstał w 2014 roku w Warszawie z inicjatywy producenta muzycznego i rapera Mateusza Gudla oraz wokalisty Mateusza Holaka, członka grupy Kumka Olik.
Debiutancki album duetu pt. MM ukazał się 12 grudnia 2014 roku nakładem wytwórni muzycznej Alkopoligamia.com. Gościnnie w nagraniach wzięli udział m.in. Ten Typ Mes i W.E.N.A. 9 października 2015 roku do sprzedaży trafił drugi album formacji zatytułowany Koń. Produkcja uplasoała się na 13. miejscu polskiej listy przebojów (OLiS). Wśród gości na płycie znaleźli się m.in. Taco Hemingway, Paluch i Wojtek Mazolewski.

## Dyskografia
| MM                          | - Data: 12 grudnia 2014 - Wydawca: Alkopoligamia.com     | —  |
| Koń                         | - Data: 9 października 2015 - Wydawca: Alkopoligamia.com | 13 |
| Plecy pomników              | - Data: 16 lutego 2018 - Wydawca: Alkopoligamia.com      | 17 |
| "—" album nie był notowany. |                                                          |    |

## Teledyski
| Tytuł                                            | Rok  | Reżyseria/Realizacja                         | Album          | Źródło |
| ------------------------------------------------ | ---- | -------------------------------------------- | -------------- | ------ |
| "Małe miasta"                                    | 2014 | —                                            | MM             | [ 7 ]  |
| "Banan"                                          | 2015 | —                                            | MM             | [ 8 ]  |
| "Ciepło / Zimno" (gościnnie: Klaudia Szafrańska) | 2015 | Witold Michalak                              | MM             | [ 9 ]  |
| "Już prawie tańczę"                              | 2015 | Małe Miasta                                  | Koń            | [ 10 ] |
| "Piątek" / "Koń"                                 | 2015 | Michał Jagiełło                              | Koń            | [ 3 ]  |
| "Już wiem, że jutro będę żałował"                | 2018 | —                                            | Plecy Pomników | [ 11 ] |
| "Seriale"                                        | 2018 | —                                            | Plecy Pomników | [ 12 ] |
| Gościnnie                                        |      |                                              |                |        |
| Abel - "Fit" (gościnnie: Małe Miasta)            | 2015 | Gosia Charzewska, Mateusz Strojak Strojewski | —              | [ 13 ] |